# Kidnapped (film 1935)
Kidnapped – duński film familijny z 1935 roku w reżyserii Lau Lauritzena młodszego oraz Alice O’Fredericks.

## Obsada
- Ib Schønberg – Peter Basse
- Arthur Jensen – Larsen
- Olga Svendsen – Hansine
- Osa Massen – Grethe
- Eigil Reimers – Benjamin Smith
- Per Gundmann – agent samochodowy Hansen
- Holger-Madsen – detektyw
- Alex Suhr
- Holger Strøm
- Christian Schrøder
- Bell Poulsen
- Connie Meiling – Lille Connie